# バリー・アルトシュル

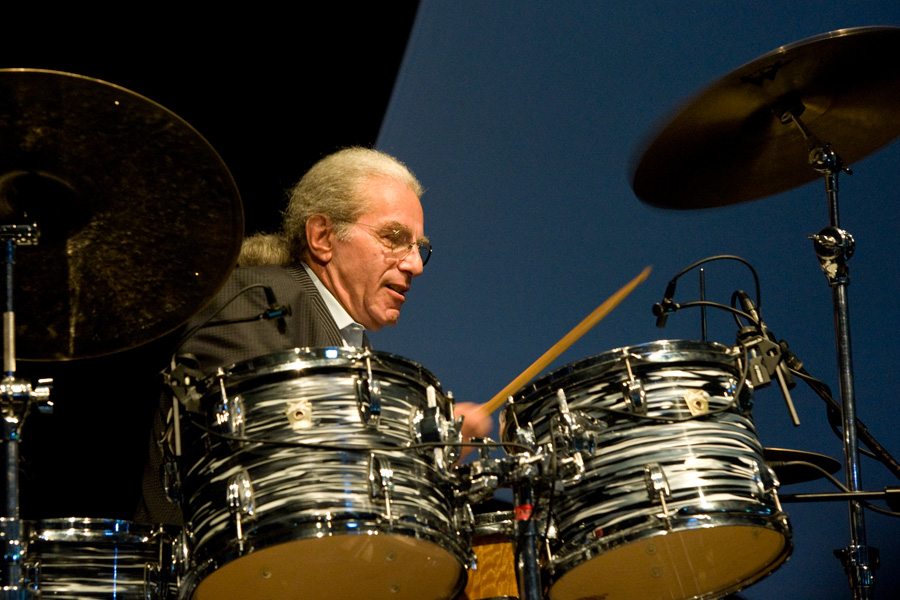
バリー・アルトシュル（2011年）

バリー・アルトシュル（Barry Altschul、1943年1月6日 - 、ニューヨーク出身）は、フリー・ジャズおよびハード・バップのドラマーで、1960年代後半にピアニストのポール・ブレイやチック・コリアと共演したことで注目を集めた。

## 略歴
アルトシュルはロシア系ユダヤ人の血を引いており、建設作業やタクシーの運転手をしていた労働者の息子である。最初は独学でドラムの演奏を学んだアルトシュルは、1960年代、チャーリー・パーシップに師事した。それから10年の間の後半にはポール・ブレイと共演するようになった。1969年に彼はチック・コリア、デイヴ・ホランド、アンソニー・ブラクストンとグループ「サークル」を結成。当時は、ドラムやパーカッションの機材を追加してハイ・ピッチにしたグレッチ・キットを使用していた。
1970年代、アルトシュルはケニー・ホイーラー、デイヴ・ホランド、ジョージ・E・ルイスをフィーチャーしたアンソニー・ブラクストンのカルテットと幅広く活動した。ブラクストンはアリスタ・レコードと契約し、数十の打楽器、弦楽器、管楽器のコレクションを携えてツアーを行うのに十分な予算を確保することができた。アルトシュルは、前衛的なミュージシャンをフィーチャーしたアンサンブルへの参加に加えて、リー・コニッツ、アート・ペッパーなど、「ストレート・アヘッド」なジャズの演奏家とも共演した。
アルトシュルはリーダーとしてもアルバムを制作しているが、1980年代半ば以降はコンサートやレコードにほとんど参加せず、多くの時間をヨーロッパで過ごした。2000年代以降、彼の存在はさらに目立つようになり、FABトリオ（ビリー・バングとジョー・フォンダとのトリオ）と、アルバム『Foxy』の録音でジョン・イラバゴン・トリオ（ベーシストはアダム・レーン）という、CIMPレーベルにおけるサイドマンとしての参加もあった。アルトシュルは、ラズウェル・ラッド、デイヴ・リーブマン、バール・フィリップス、ドニ・ルヴァイヤン、アンドリュー・ヒル、ソニー・クリス、ハンプトン・ホーズ、リー・コニッツを含む、数多くのミュージシャンたちと演奏またはレコーディングを行ってきた。

## ディスコグラフィ

### リーダー・アルバム
- 『ヴァーチュオーシ』 - Virtuosi (1967年、Improvising Artists) ※with ポール・ブレイ、ゲイリー・ピーコック
- You Can't Name Your Own Tune (1977年、32 Jazz)
- 『アナザー・タイム/アナザー・プレイス』 - Another Time/Another Place (1978年、Muse)
- For Stu (1979年、Soul Note)
- Somewhere Else (1979年、Moers Music)
- Be-Bop? (1979年、Musica) ※with ペッパー・アダムス
- Brahma (1980年、Sackville)
- Irina (1983年、Soul Note)
- That's Nice (1986年、Soul Note)
- Transforming the Space (2003年)
- Reunion: Live in New York (2012年、Pi)
- The 3Dom Factor (2013年、TUM)
- Tales of the Unforeseen (2015年、TUM)
- The 3Dom Factor: Live In Krakow (2017年、Not Two)
- Long Tall Sunshine (2021年、Not Two)[4]

### 参加アルバム
ポール・ブレイ
- 『タッチング』 - Touching (1965年、Fontana) ※ポール・ブレイ・トリオ名義
- 『クローサー』 - Closer (1965年、ESP-Disk) ※ポール・ブレイ・トリオ名義
- 『ランブリン』 - Ramblin' (1966年、BYG Actuel)
- 『ブラッド』 - Blood (1966年、Fontana) ※ポール・ブレイ・トリオ名義
- 『イン・ハーレム』 - In Haarlem – Blood (1966年、Polydor)
- 『バラッズ』 - Ballads (1971年、ECM) ※1967年録音
- 『ポール・ブレイ&スコルピオ』 - Paul Bley & Scorpio (1972年、Milestone) ※with デイヴ・ホランド
- 『ジャパン・スイート:日本組曲』 - Japan Suite (1976年、Improvising Artists) ※with ゲイリー・ピーコック
- 『ホット』 - Hot (1985年、Soul Note) ※ザ・ポール・ブレイ・グループ名義
- Indian Summer (1987年、SteepleChase) ※with ロン・マクルーア
- Live at Sweet Basil (1988年、Soul Note) ※ザ・ポール・ブレイ・グループ名義
- Rejoicing (1989年、SteepleChase) ※with マイケル・ウルバニアク、ロン・マクルーア

アンソニー・ブラクストン
- 『タウンホール 1972』 - Town Hall 1972 (1972年、Trio)
- 『ザ・コンプリート・ブラクストン』 - The Complete Braxton (1973年、Freedom)
- Five Pieces 1975 (1975年、Arista)
- Quartet: Live at Moers Festival (1976年、Ring)
- 『クリエイティヴ・オーケストラ・ミュージック 1976』 - Creative Orchestra Music 1976 (1976年、Arista)
- The Montreux/Berlin Concerts (1977年、Arista)
- Dortmund (Quartet) 1976 (1991年、hatART)

チック・コリア
- 『ザ・ソング・オブ・シンギング』 - The Song of Singing (1971年、Blue Note)
- 『A.R.C.』 - A.R.C. (1971年、ECM) ※with デイヴ・ホランド
- 『パリ・コンサート』 - Paris Concert (1971年、ECM) ※サークル名義
- 『サークリング・イン』 - Circling In (1975年、Blue Note) ※サークル名義
- 『サーキュラス』 - Circulus (1978年、Blue Note) ※サークル名義

アネット・ピーコック
- 『アイム・ザ・ワン』 - I'm the One (1972年、RCA Victor)
- I Belong to a World That's Destroying Itself (2014年、ironic US)

サム・リヴァース
- 『ヒューズ』 - Hues (1975年、Impulse!) ※1971年-1973年録音
- 『酷暑』 - Sizzle (1976年、Impulse!)
- The Quest (1976年、Red / Pausa)
- Paragon (1977年、Fluid)

その他
- バディ・ガイ : 『ホールド・ザット・プレーン!』 - Hold That Plane! (1972年、Vanguard)
- バディ・ガイ & ジュニア・ウェルズ : 『プレイ・ザ・ブルース』 - Play the Blues (1972年、Atco)
- デイヴ・ホランド : 『鳩首協議』 - Conference of the Birds (1973年、ECM)
- ポール・ウィンター : 『イカロス』 - Icarus (1973年)
- デイヴ・リーブマン : 『ドラム・オード』 - Drum Ode (1974年、ECM)
- ラズウェル・ラッド : 『フレキシブル・フライヤ』 - Flexible Flyer (1974年、Arista)
- ジュリアス・ヘンフィル : 『ザ・ハード・ブルース』 - Coon Bid'ness (1975年、Arista/Freedom)
- アンドリュー・ヒル : 『スパイラル』 - Spiral (1975年)
- ジョン・リンドバーグ : Give and Take (1982年、Black Saint)
- ケニー・ドリュー : 『アンド・ファー・アウェイ』 - And Far Away (1983年、Soul Note)
- クラウディオ・ファゾーリ : Lido (1983年)
- フランコ・ダンドレア : My One and Only Love (1983年)
- フランコ・ダンドレア : No Idea of Time (1983年)
- ティツィアーナ・ギリオーニ : Sounds of Love (1983年)
- ドニ・ルヴァイヤン : Passages (1986年、DLM)
- マンフレート・ブランドル : Brundl's Basslab (1990年)
- サイモン・ナバトフ : For All the Marbles Suite (1991年)
- アンドレ・ジョーム : Giacobazzi: Autour de la Rade (1992年)
- Brundl's Basslab : Live (1995年)
- ジュリアス・ヘンフィル : Reflections (1995年)
- レイ・レマ : Kinshasa-Washington D.C.-Paris (1997年)
- アンドレ・ジョーム : Clarinet Sessions (1999年)
- ケン・サイモン : Another Side (2000年)
- アラン・シルヴァ : Skillfullness (2001年)
- アダム・レーン : Fo(u)r Being(s) (2002年)
- FABトリオ : Transforming the Space (2003年)
- ゲブハード・ウルマン : Desert Songs & Other Landscapes (2004年)
- エンリコ・ラヴァ : Flat Fleet (2005年)
- FABトリオ : Live in Amsterdam (2009年)
- ラズウェル・ラッド : Trombone Tribe (2009年)
- ゲブハード・ウルマン＝スティーヴ・スウェル・カルテット : News? No News! (2010年)[5]